# Кабанский сельсовет (Курганская область)
Кабанский сельсовет — упразднённые административно-территориальная единица и муниципальное образование со статусом сельского поселения в Шадринском районе Курганской области Российской Федерации.
Административный центр — село Большое Кабанье.

## История
Статус и границы сельского поселения установлены Законом Курганской области от 4 ноября 2004 года № 737 «Об установлении границ муниципального образования Кабанского сельсовета, входящего в состав муниципального образования Шадринского района».
Законом Курганской области от 30 мая 2018 года N 44, в состав Батуринского сельсовета были включены все два населённых пункта упразднённого Кабанского сельсовета.

## Население
| 1989 | 2002 | 2004 | 2010 | 2012 | 2013 | 2014 |
| ---- | ---- | ---- | ---- | ---- | ---- | ---- |
| 463  | ↘366 | ↘322 | ↘206 | ↘179 | ↘174 | ↘163 |
| 2015 | 2016 | 2017 | 2018 |      |      |      |
| ↗171 | ↘165 | ↘159 | ↘153 |      |      |      |

## Состав сельского поселения
| № | Населённый пункт | Тип населённого пункта       | Население |
| - | ---------------- | ---------------------------- | --------- |
| 1 | Большое Кабанье  | село, административный центр | ↘177      |
| 2 | Моховое          | деревня                      | ↘29       |